# John G. Roberts
John Glover Roberts, Jr. (* 27. ledna 1955 Buffalo, stát New York, USA) je americký právník. Od 29. září 2005 působí jako 17. předseda Nejvyššího soudu USA.

## Původ a rodinný život
John Glover Roberts se narodil 27. ledna 1955 ve městě Buffalo do rodiny po otci s irskými a velšskými a po matce českými, podle jiných zdrojů slovenskými kořeny. Jeho rodiči byli John Glover Thomas, Sr. (1928–2008) a Rosemary, rozená Podrasky (1929–2019). John Jr. má starší sestru Kathy a dvě mladší sestry Peggy a Barbaru.
Soudce Roberts je ženatý. On a jeho manželka Jane Sullivan Roberts mají dvě adoptivní děti, syna a dceru ve věku 16 let.

## Právnická kariéra
Vystudoval Harvardovu univerzitu a po studiích pracoval v letech 1980–1981 jako spolupracovník soudce Nejvyššího soudu Williama Rehnquista. Pracoval v administrativě Ronalda Reagana i George H. W. Bushe a v roce 2003 se stal soudcem Odvolacího soudu ve Washingtonu, D.C.
V červenci 2005 jej prezident George W. Bush nominoval na soudce Nejvyššího soudu jako náhradu za odstupující Sandru Day O'Connor. Jeho nominace čekala na schválení Senátem Spojených států, začátek slyšení před senátní komisí byl naplánován na 6. září, avšak den předtím, 5. září, prezident nominaci stáhl, aby ho následně mohl po náhlé smrti Williama Rehnquista, tehdejšího předsedy Nejvyššího soudu, nominovat na jeho místo. Senátní komise jeho nominaci schválila 22. září poměrem hlasů 13:5 a senátní plénum ji potvrdilo 29. září 2005 s výsledkem 78:22 pro Robertse.

## Přísahy prezidentů USA do rukou předsedy Robertse
Na základě americké tradice do rukou předsedy Nejvyššího soudu USA Johna Glovera Robertse složili přísahu následující prezidenti Spojených států:
- 20. ledna 2009 Barack Obama
- 21. ledna 2009 se přísaha opakovala pro faux pas (formální chybu) Johna Glovera Robertse
- 20. ledna 2013 Barack Obama, soukromě
- 21. ledna 2013 Barack Obama, veřejně
- 20. ledna 2017 Donald Trump
- 20. ledna 2021 Joe Biden
- 20. ledna 2025 Donald Trump